# Løsning Kirke
 Ikke at forveksle med Løsning Gamle Kirke.
Løsning kirke (indtil 2012 "Løsning Kirkesal") er en kirke i Løsning fra 2008. 100 m sydøst for kirken findes Løsning Gamle Kirke.

## Baggrund
Den gamle Løsning kirke har plads til 220 personer, hvilket var blevet for lidt til menigheden. Allerede i 1960'erne blev der derfor arbejdet med forslag om at udvide den gamle kirke. Planen var at nedbryde en del af nordmuren og her bygge et sideskib, men forslaget måtte opgives på grund af modstand fra Nationalmuseets side.
Først efter, at Henrik Højlund blev ansat som præst i år 2000 intensiveredes arbejdet med at skabe mere plads. Foruden forslaget om at udvide kirken fremkom forslag om at bygge en ny kirkesal samt om at dele sognet. Sidstnævnte forslag vandt ikke tilslutning i sognet.
I september 2004 indstillede et enigt menighedsråd til biskop Henrik Arendt i Haderslev, at der skulle bygges en ny kirke med plads til 450 personer. Dette krævede imidlertid en kongelig resolution og tilladelse fra Kirkeministeriet, og da sagsbehandlingen i ministeriet var langsommelig og modstræbende, valgte menighedsrådet til sidst at trække ansøgningen tilbage og i stedet ansøge stiftets biskop Niels Henrik Arendt om at få lov til at bygge en kirkesal. Pengene til dækning af omkostningerne ved byggeriet blev skaffet ved privat indsamling.
Den 27. september 2007 blev byggeriet indledt ved, at det første spadestik blev taget. Det skete ved, at så mange fra menigheden som muligt, gravede med hver deres medbragte spade, for at markere, at hele menigheden bygger kirke. Den 28. november 2008 kunne den nye kirkesal indvies.